# Agrocybe parasitica
Agrocybe parasitica är en svampart som beskrevs av G. Stev. 1982. Agrocybe parasitica ingår i släktet marktofsskivlingar och familjen Strophariaceae.   Inga underarter finns listade i Catalogue of Life.